# POP SONG
「POP SONG」（ポップソング）は、日本のミュージシャン・米津玄師の楽曲。デジタル配信限定シングルとしてSony Music Labelsより2022年2月7日に各音楽配信サービスにてリリースされた。

## 背景
前作の配信シングル『パプリカ』から約2年ぶり、前作アルバムから先行配信リリースされた『感電』からは約1年5か月ぶりのリリースとなる。
2022年5月18日に発売の12枚目のシングル『M八七』にカップリング曲として収録された。
米津にとって2年半ぶりとなったツアー「2022 TOUR / 変身」の1曲目を飾った。

## プロモーション
本楽曲は自身が出演するPlayStationのCM「遊びのない世界なんて｜Play Has No Limits」に起用された。1月23日には、PlayStation 5及びPlayStation 4を起動させ、「123アーリーアクセス」の招待通知が届いた人のみが本CMを先行視聴できるといった企画が実施され、PlayStationのCM先行視聴にて本楽曲が初解禁された。PlayStation内での楽曲初解禁は、初の試みとなった。2月6日にミュージックビデオが公開され、7日に音源リリースされた。